# Ciénaga (Magdalena)
Ciénaga ist eine Gemeinde (municipio) im Departamento del Magdalena in der Región Caribe in Kolumbien.

## Geographie
Ciénaga liegt im Norden von Magdalena 35 km entfernt von Santa Marta. Die Stadt liegt direkt an der Karibik, am Fuß der Sierra Nevada de Santa Marta und nordöstlich der Ciénaga Grande de Santa Marta, eines Haffs, von dem die Stadt ihren Namen hat. Die Gemeinde grenzt im Uhrzeigersinn an die Gemeinden Santa Marta, Aracataca, Zona Bananera und Puebloviejo. Ciénaga gehört zur inoffiziellen aber de facto existierenden Metropolregion Santa Marta.

## Bevölkerung
Die Gemeinde Ciénaga hat 127.494 Einwohner, von denen 112.758 im städtischen Teil (cabecera municipal) der Gemeinde leben. In der Metropolregion leben 827.989 Menschen (Stand: 2022).

## Geschichte
Ciénaga wurde 1521 gegründet und 1538 von Fray Tomás Ortiz katechisiert. Der Ort hatte in seiner Geschichte verschiedene Namen, u. a. Aldea Grande und San Juan Bautista de Córdoba.
In Ciénaga geschah das Masacre de las Bananeras (Bananenarbeitermassaker). Am 6. Dezember 1928 wurden demonstrierende Mitarbeiter der United Fruit Company vom kolumbianischen Militär angegriffen. Viele Menschen starben, wobei die Angaben zur genauen Opferzahl stark schwanken und bis zu 3000 Menschen gehen. Gabriel García Márquez verarbeitete das Massaker literarisch in seinem Welterfolg Hundert Jahre Einsamkeit.

## Wirtschaft
Die wichtigsten Wirtschaftszweige von Ciénaga sind Teichwirtschaft, Tierhaltung und Kunsthandwerk. Zudem haben sich in der Gemeinde Firmen angesiedelt die im Zusammenhang mit dem Kohleabbau der Firma Drummond stehen, die Kohle per Zug durch die Gemeinde Ciénaga von den Abbaugebieten zum Hafen transportiert.

## Söhne und Töchter
- Cecilia Álvarez-Correa (* 1953), Politikerin
- Jaime Muñoz Pedroza (* 1958), Bischof von Arauca (2010–2018) und Girardot (2018– )
- Arnovis Dalmero (* 2000), Leichtathlet